# Александровка (Ельниковский район)
Александровка — деревня в Ельниковском районе Мордовии России. Входит в состав Новодевиченского сельского поселения.

## История
В «Списке населённых мест Пензенской губернии за 1869» Александровка владельческая деревня из 73 дворов Краснослободского уезда.

## Население
| 2002 | 2010 |
| ---- | ---- |
| 158  | ↘114 |

Национальный состав
Согласно результатам Всероссийской переписи населения 2002 года, в национальной структуре населения русские составляли 97 %.